# Cornish Rex

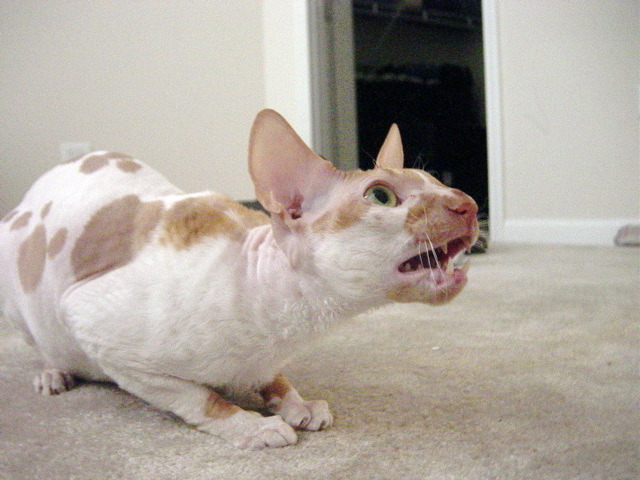
Cornish Rex

Il gatto Cornish Rex è una razza felina d'origine britannica.

## Origine
Il Cornish Rex è un gatto a pelo corto e riccio originario della Cornovaglia. Il primo esemplare conosciuto aveva il nome di Kallibunker e nacque il 21 luglio del 1950 da una gatta calico (tricolore nera/rossa/bianca) di nome Serena, che viveva nella fattoria Ennismore, a Bodmin. Il suffisso Rex deriva da una varietà di coniglio, dal particolare pelo riccio e fuori standard, allevata dal re del Belgio.
A parte l'impatto del pelo riccio comune, i gatti di questa razza hanno caratteristiche discostanti dal gatto Devon rex. Durante la selezione del Devon rex si provò anche ad accoppiarne esemplari con il Cornish, ma tutti i gattini risultarono a pelo liscio, a dimostrazione che le razze sono frutto di due mutazioni genetiche diverse, Gene I per il Cornish e Gene II per il Devon. Nel suo pedigree troviamo incroci con Siamese, Orientale e altre razze con ossatura leggera, a loro è dovuta l'eleganza innata di questo piccolo felino.

## Aspetto
- Orecchie: grandi, coniche, larghe alla base, portate alte, arrotondate all'estremità, coperte da pelo sottile; non devono assomigliare ad orecchi d'asino.
- Occhi: medi o grandi, di forma ovale, leggermente obliqui, con colore intenso e brillante e conforme al mantello.
- Testa: più lunga che larga, cuneiforme, profilo convesso romano, linea diritta dal centro della fronte all'estremità del naso, mento forte, vibrisse e sopracciglia arricciate.
- Collo: di lunghezza media ma sottile e muscoloso.
- Corpo: lungo, sottile, gabbia toracica piena e profonda, schiena inarcata, anche arrotondate e proporzionate al corpo, ossatura sottile ma muscolatura da corridore.
- Zampe: alte e diritte, ossatura sottile, muscolatura compatta. I piedi sono piccoli e ovali.
- Coda: molto lunga e sottile, coperta da pelo riccio.
- Mantello: assenza di peli di guardia (setole), pelo corto, denso, riccio con ondulazioni regolari distribuite sul corpo, meglio se continuano anche sulla testa e sulla coda, il pelo deve essere setoso e fine al tatto.
- Colori: sono ammesse tutte le colorazioni, compresa quella tipo Siamese (queste varietà vengono chiamate Si-Rex). Più importante è la qualità del pelo rispetto al colore. I mantelli più diffusi sono il nero e il blu, senza macchie bianche e trigratura. Abbastanza diffusi anche i Tortie e quelli con predominanza di bianco. Il colore degli occhi e verde o giallo, mentre nei Si-Rex devono essere blu.

## Carattere
Molto affettuoso, cerca le attenzioni e le coccole delle persone. Non ama essere lasciato solo in casa. Il Cornish Rex convive bene con altri gatti e con i cani. Grazie al loro carattere tranquillo ed equilibrato, sono adatti alle famiglie con bambini. Sono subito socievoli anche con gli estranei. Intelligenti e curiosi, amano vivere con la gente e hanno bisogno del contatto fisico con il proprio padrone, da cui dipendono totalmente. Si adattano bene alla vita in appartamento (meglio mettere a loro disposizione qualche giocattolo e una struttura su cui farsi le unghie). Ha una voce dai toni abbastanza alti, particolarmente insistente durante il periodo del calore.

## Cura
Come detto sopra, il pelo non è praticamente soggetto a muta. Richiede pochissime cure. Basta spazzolarli una volta alla settimana con una spazzola morbida e pettinarli saltuariamente con un pettine a denti fitti. Una passata sul pelo con una pelle di camoscio lo rende particolarmente lucido e ondulato. Soffre molto il freddo e in inverno ama sdraiarsi vicino a un termosifone. Le orecchie devono essere pulite solo se necessario con prodotto specifico. Le unghie possono essere spuntate con apposite forbicine.